# 阿方索·德伊鲁阿里萨加
阿方索·德伊鲁阿里萨加（西班牙語：Alfonso de Iruarrizaga，1957年8月22日—），智利男子射击运动员。他曾代表智利参加1984年、1988年和1992年夏季奥林匹克运动会射击比赛，其中1988年奥运会获得一枚银牌。